# Giancarlo Pivetta
Giancarlo Pivetta (Musile di Piave, 18 giugno 1957) è un ex rugbista a 15 e allenatore di rugby a 15 italiano.

## Biografia
Cresciuto nel San Donà, in cui spese quasi tutta la sua carriera da giocatore, Pivetta vanta 430 presenze in campionato e 162 mete realizzate, score di rilievo in considerazione del fatto che il suo ruolo in campo era quello di tallonatore.
L'esordio in Nazionale avvenne il 22 aprile 1979 a Bucarest, nel corso di un secco 0-44 subìto a opera della Romania in Coppa FIRA.
Successivamente Pivetta prese parte a tutte le edizioni della Coppa FIRA fino al 1993.
Nel 1987 fece parte della selezione italiana che partecipò alla prima Coppa del Mondo di rugby in Australia e Nuova Zelanda, anche se non fu mai schierato dal C.T. Marco Bollesan; quattro anni più tardi, in Inghilterra, scese in campo in tutti i tre incontri della Coppa del Mondo di rugby 1991 che videro impegnati l'Italia.
L'ultimo incontro in Nazionale risale ai Giochi del Mediterraneo 1993 in Francia, contro la Spagna.
Dopo una stagione al Benetton Treviso e due al Mirano, nel 1999 Pivetta chiuse la carriera di giocatore e iniziò, sempre nel Mirano, quella di allenatore.
Nel 2002 tornò al San Donà e lo diresse per cinque stagioni, prima di cambiare ancora, e di nuovo, per il Mirano, club che dal 2007 al 2009 lo vide alla guida della prima squadra; dell'estate del 2009 fu l'ingaggio da parte dello Jesolo, in serie C .
Nel 2011 Pivetta condusse la squadra alla sua prima promozione in serie B e l'anno successivo si dimise dall'incarico .
Attualmente è primo allenatore e allenatore degli avanti della prima squadra del rugby San Donà, militante in Serie A.